# مؤتمر المانحين لليمن 2020
مؤتمر المانحين الافتراضي لليمن 2020 هو مؤتمر دعت إليه المملكة العربية السعودية لتسليط الضوء على الوضع الإنساني في اليمن والحصول على التزامات مادية من الدول المانحة، وعقد في 2 يونيو 2020 عبر الشبكة الافتراضية في العاصمة الرياض، بمشاركة الأمم المتحدة.

## خلفية
يعد هذا المؤتمر سادس المؤتمرات المانحة لليمن، حيث عقد أول مؤتمر في 17 نوفمبر 2006، في لندن، وجمع فيه نحو 4.7 مليارات دولار لدعم برامج التنمية حتى عام 2010، وعقد المؤتمر الثاني في 4 سبتمبر 2012، في الرياض، وجمع فيه مبلغ 6.4 مليارات دولار، فيما عقد المؤتمر الثالث في 25 أبريل 2017، في جنيف، وانتهى بجمع 1.1 مليار من أصل مليارين كانت مطلوبة لمواجهة الأزمة الإنسانية كما استضافت جنيف أيضا المؤتمر الرابع في 3 أبريل 2018، وشهد تعهدات بتقديم ملياري دولار نصفها تقريبا مقدمة من المملكة العربية السعودية ودولة الإمارات، فضلا عن مساعدات ووديعة سعودية بنحو مليار ومئتي مليون دولار، إضافة إلى مبالغ كبيرة أخرى أعلن عنها مركز الملك سلمان للإغاثة والأعمال الإنسانية والهلال الأحمر الإماراتي وهبات أخرى بعضها جاء بدعم من مجموعة أصدقاء اليمن التي تضم نحو أربعين دولة ومنظمة مانحة، وعقد المؤتمر الخامس كذلك في جنيف، في 26 فبراير 2019، وجمعت فيه الأمم المتحدة 2.6 مليار دولار منها 500 مليون دولار تعهدت السعودية بتقديمها، كما تعهدت الإمارات بمبلغ مماثل، وقدمت دولة الكويت مبلغ 250 مليون دولار.

## المشاركون
شارك في المؤتمر ما يزيد على 126 جهة، منها 66 دولة، و15 منظمة أممية، و3 منظمات حكومية دولية، وأكثر من 39 منظمة غير حكومية، إضافة إلى البنك الإسلامي للتنمية، واللجنة الدولية للصليب الأحمر، والاتحاد الدولي لجمعيات الصليب الأحمر والهلال الأحمر.

## التعهدات المالية
بلغت التعهدات المالية التي أعلن عنها خلال المؤتمر 1.350 مليار دولار، من أصل 2.4 مليار دولار قدّرتها الأمم المتحدة لتمويل خطة الاستجابة الإنسانية لليمن من يونيو حتى ديسمبر 2020، وتعهدت السعودية بتقديم 500 مليون دولار لدعم الخطة الإنسانية لهذا العام، و25 مليون دولار لمكافحة كورونا، وهو أكبر مبلغ مقدم بين الدول المانحة، فيما تعهدت بريطانيا بتقديم 200 مليون دولار، والنرويج 195 مليون دولار، والمفوضية الأوروبية 80 مليون دولار، واليابان 41 مليون دولار للمؤسسات الإغاثية اليمنية، و7.3 ملايين دولار لمواجهة فيروس كورونا، وكندا 40 مليون دولار، والسويد 30 مليون دولار، وكوريا الجنوبية 18.4 مليون دولار، وهولندا 16.7 مليون دولار، في حين كانت الولايات المتحدة قد تعهدت في 6 مايو بالتبرع بـ225 مليون دولار لدعم برامج الغذاء في اليمن.